# Gunningbland Creek
Gunningbland Creek är ett vattendrag i Australien. Det ligger i delstaten New South Wales, i den sydöstra delen av landet, omkring 350 kilometer väster om delstatshuvudstaden Sydney.
Trakten runt Gunningbland Creek består till största delen av jordbruksmark. Runt Gunningbland Creek är det mycket glesbefolkat, med 2 invånare per kvadratkilometer. Genomsnittlig årsnederbörd är 620 millimeter. Den regnigaste månaden är februari, med i genomsnitt 136 mm nederbörd, och den torraste är oktober, med 14 mm nederbörd.